# The Happy Blues
Albums de Gene Ammons
Jammin' with Gene
(1956) Funky
(1957)
The Happy Blues est un album de jazz enregistré en 1956 à Hackensack dans le New Jersey aux États-Unis par un septet emmené par le saxophoniste américain Gene Ammons.
Le site AllMusic attribue 5 étoiles à l'album et le considère comme « l'une des plus grandes jam sessions enregistrées en studio de l'histoire ».

## Historique

### Enregistrement et production

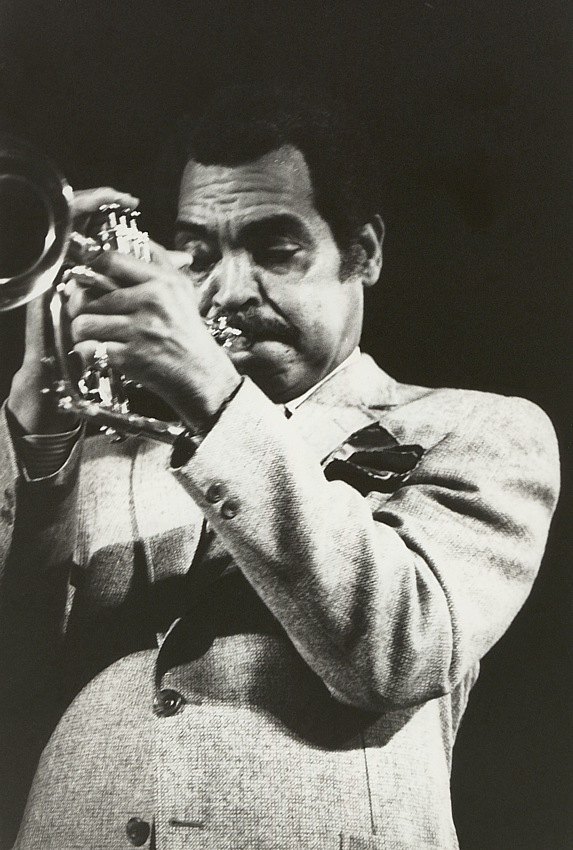
Art Farmer.

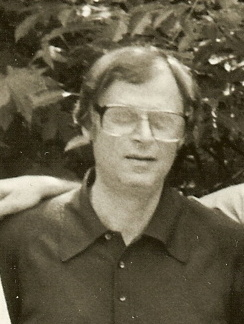
Rudy Van Gelder.

L'album The Happy Blues est enregistré le 23 avril 1956 au studio de Rudy Van Gelder à Hackensack dans le New Jersey près de New York aux États-Unis par les saxophonistes Gene Ammons et Jackie McLean, le trompettiste Art Farmer, le pianiste Duke Jordan, le contrebassiste Addison Farmer et le batteur Art Taylor, accompagnés de Candido aux congas,.
La production de l'album est supervisée par Bob Weinstock (1928 - 2006),, producteur de disques américain et fondateur du label Prestige Records qu'il a créé en 1949 sous le nom de New Jazz.
L'album est enregistré dans son studio de Hackensack par Rudy Van Gelder (1924 - 2016),, un ingénieur du son spécialisé dans le jazz, considéré comme l'un des meilleurs ingénieurs de l'histoire de l'enregistrement, dont on estime qu'il a enregistré et mixé plus de 2 000 albums. Son premier studio, connu durant les années 1950 sous le nom de « Van Gelder Studio, Hackensack, New Jersey », était en fait le living room de la maison de ses parents, située sur Prospect Avenue à Hackensack,. Ce n'est qu'en 1959 qu'il ouvrira son vrai studio, connu sous le nom de « Van Gelder Studio, Englewood Cliffs, New Jersey ». L'album The Happy Blues a donc été enregistré dans le living room des parents de Rudy Van Gelder et pas encore dans son studio définitif.

### Publication
L'album The Happy Blues sort en disque vinyle en 1956 sous la référence P-7039 sur le label Prestige Records.
La notice originale de l'album (original liner notes) est de la main d'Ira Gitler (1928 - 2019), journaliste et historien du jazz et auteur d'une encyclopédie du jazz avec Leonard Feather.

### Rééditions
L'album est réédité à plusieurs reprises en disque vinyle de 1965 à 1992 par les labels Prestige, Original Jazz Classics, Esquire et Yeh Eum Records. 
À partir de 1992, il est réédité en CD par les labels Prestige et Original Jazz Classics.

## Accueil critique
Le site AllMusic attribue 5 étoiles à l'album et son critique musical Scott Yanow est très élogieux : « The Happy Blues est l'une des plus grandes jam sessions enregistrées en studio de l'histoire […] Le morceau phare est le titre éponyme, qui comporte des solos mémorables et des riffs spontanés mais parfaitement adaptés […] Les autres morceaux (The Great Lie, Can't We Be Friends et Madhouse) sont également très agréables, ce qui en fait un album hautement recommandé. ».
Dans la notice du LP originel, l'historien du jazz Ira Gitler décrit la session d'enregistrement en ces termes : « Ce fut une session joyeuse, une session improvisée avec un blues, un standard, un vieux morceau pas si standard que ça et une composition originale sur un vieux standard. ». Et Gitler de conclure : « Depuis des années, Bob Weinstock souhaitait que cela se produise sur l'un de ses enregistrements et il a enfin réussi à concrétiser son projet. ».

## Liste des morceaux
L'album comprend quatre morceaux, :
| 1.    | The Happy Blues      | Art Farmer                 | 12:05 |
| 2.    | The Great Lie        | Cab Calloway / Andy Gibson | 8:39  |
| 3.    | Can't We Be Friends? | Paul James / Kay Swift     | 12:51 |
| 4.    | Madhouse             | Jackie McLean              | 6:42  |
| 40:17 |                      |                            |       |

## Musiciens
- Gene Ammons : saxophone ténor
- Art Farmer : trompette
- Jackie McLean : saxophone alto
- Duke Jordan : piano
- Addison Farmer : contrebasse
- Art Taylor : batterie
- Candido : conga